# Outer Banks
Outer Banks, the Banks – pas wysp barierowych i kos na amerykańskim wybrzeżu Atlantyku. Rozciąga się na przestrzeni ok. 280 km głównie wzdłuż w stanie Karolina Północna, również w Wirginii.
Wyspy oddzielają od Atlantyku zatoki Pamlico Sound i Albemarle Sound.
W skład Outer Banks wchodzą (od północy):
- Currituck Banks
- Bodie Island
- Hatteras Island (zob. przylądek Hatteras)
- Ocracoke Island
- Portsmouth Island
- Roanoke
- North Core Banks
- South Core Banks
- Shackleford Banks